# Gare de La Chaise-Dieu
Ne doit pas être confondu avec Gare de La Chaize-le-Vicomte.
La gare de la Chaise-Dieu est une gare ferroviaire française de la ligne de Saint-Germain-des-Fossés à Darsac, située sur le territoire de la commune de La Chaise-Dieu, dans le département de la Haute-Loire, en région Auvergne-Rhône-Alpes.
Elle est mise en service en 1902 par la Compagnie des chemins de fer de Paris à Lyon et à la Méditerranée (PLM). 
Elle est desservie exclusivement par des trains touristiques de l'association AGRIVAP Les trains de la découverte et du Chemin de fer du Haut Forez.

## Situation ferroviaire
Établie à 1 082 mètres d'altitude, la gare de la Chaise-Dieu est située au point kilométrique (PK) 489,388 de la ligne de Saint-Germain-des-Fossés à Darsac.

## Histoire
La gare de La Chaise-Dieu est mise en service le 15 septembre 1902 par la Compagnie des chemins de fer de Paris à Lyon et à la Méditerranée (PLM), lorsqu'elle ouvre à l'exploitation la section, à voie unique, de Arlanc à Darsac de sa ligne de Saint-Germain-des-Fossés à Darsac.

## Service train touristique
La gare est ouverte uniquement pendant le stationnement des trains de l'association AGRIVAP (disposant d'un espace de vente à l'intérieur) en gare.

### Desserte
En saison (juillet et août) des trains réguliers AGRIVAP desservent la gare de la Chaise-Dieu : Ambert - La Chaise-Dieu et La Chaise-Dieu - Ambert. Des trains réguliers du Chemin de fer du Haut Forez circulent en saison entre Estivareilles et La Chaise-Dieu.

### Intermodalité
Le centre-ville avec son abbaye est à 600 mètres. Un parking pour les véhicules est aménagé sur l'esplanade devant la gare, une aire pour camping-cars est également présente.
Les lignes Cars Région H17 et H27, cette dernière se substituant à la desserte ferroviaire, desservent la gare.